# Brama Miejska w Mdinie
Brama Miejska w Mdinie (ang. Mdina Gate, malt. il-Bieb tal-Imdina), znana również jako Main Gate (Brama Główna) lub Vilhena Gate (Brama Vilheny), to główna brama do ufortyfikowanego miasta Mdina na Malcie. Została ona wybudowana w stylu barokowym w 1724 roku, według projektu Charlesa François de Mondion, w czasie rządów Wielkiego Mistrza Antonio Маnоela de Vilheny.

## Historia
Około 700 r. p.n.e. Fenicjanie założyli miasto Maleth, które później stało się częścią Imperium Rzymskiego, nosząc nazwę Melite. Punicko-rzymskie miasto zajmowało całe terytorium współczesnej Mdiny, a jego mury obejmowały również część Rabatu. Miasto zostało zredukowane do obecnej wielkości w okresie wczesnego średniowiecza, przez Bizantyjczyków lub Arabów. W XV wieku miasto (dziś znane jako Mdina) było bronione przez system podwójnego muru od południa, z wejściem głównym znajdującym się w południowo-wschodniej części miasta, w pobliżu wieży zwanej Тurri Mastra.

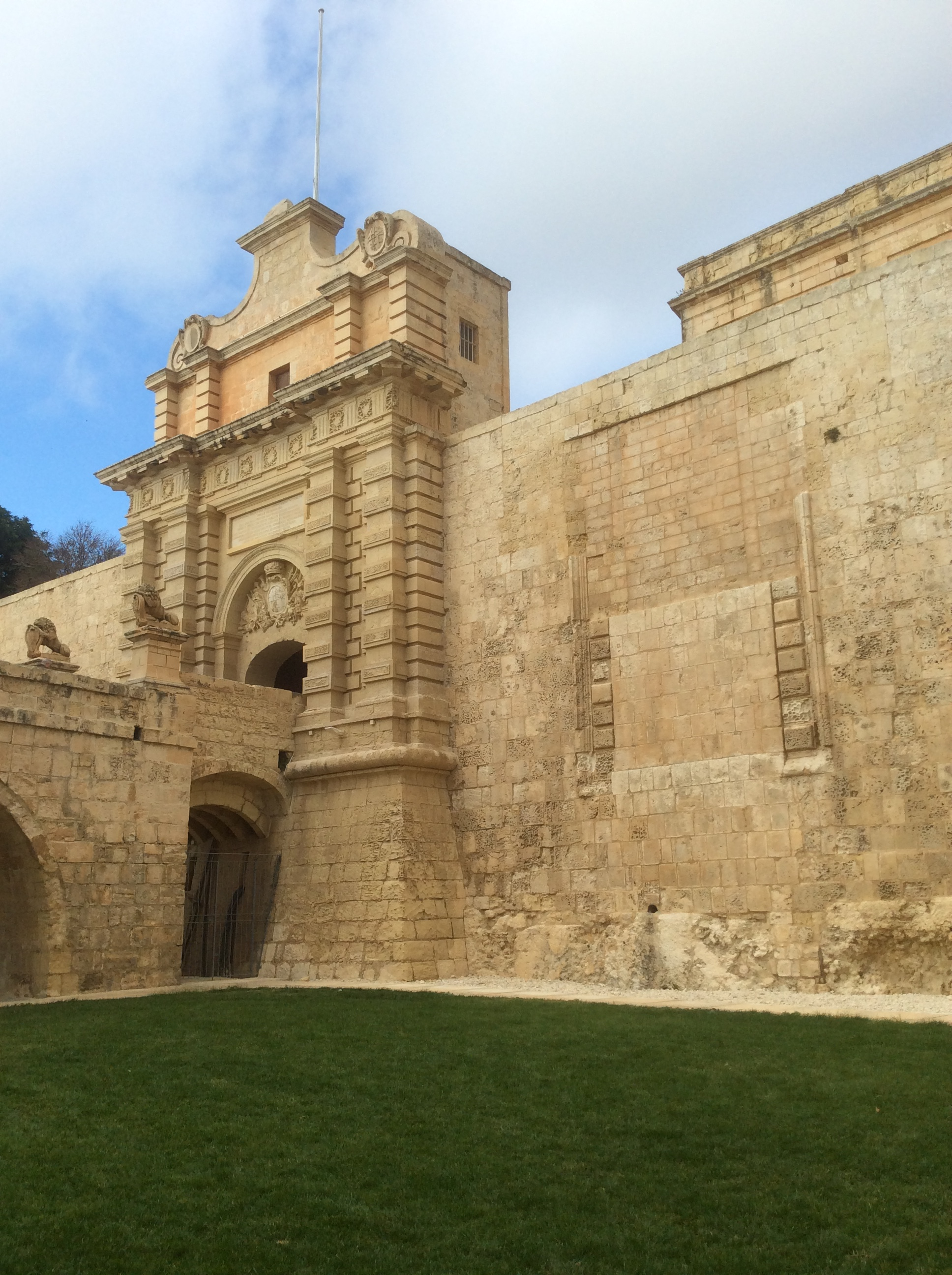
Brama Mdiny i zamurowane wejście średniowieczne

W okresie średniowiecza główne wejście do Мdiny składało się z trzech bram, oddzielonych od siebie dziedzińcami. Zewnętrzną bramę nazywano Prima Porta Principale lub Porta di Santa Maria, i była ona ozdobiona herbem Sua Cesarea Majestati w 1527 roku. Po roku 1448, w celu ochrony bramy został zbudowany barbakan, ale rozebrano go w 1551, ponieważ uznano, że nie spełnia już swoich zadań obronnych. Uważa się, że ta brama została zrekonstruowana przez Zakon św. Jana  na początku XVII wieku.
W 1722 roku Wielki Mistrz Antonio Маnoel de Vilhena zarządził odbudowę i odnowienie Mdiny. Wejście do miasta zostało całkowicie odnowione i w 1724 roku nowa, barokowa brama została zbudowana na podstawie planów francuskiego architekta Charlesa François de Mondion. Ponieważ podwórka za starą bramą zlikwidowano, aby zrobić miejsce dla Pałacu Vilhena, oryginalna brama została zamurowana, a nowa została zbudowana kilka metrów na lewo. Średniowieczne fortyfikacje miasta zostały również przebudowane w tym momencie, a Тurri Mastra została zburzona i zastąpiona przez Torre dello Standardo.
Mdina Gate została pokazana na pamiątkowej srebrnej monecie o nominale 2 Lm, wybitej przez Bank Centralny Malty w 1973 roku. Tylna strona bramy, wraz z Torre dello Standardo, zostały przedstawione na banknocie o nominale 5 Lm, który był w obiegu w latach 1989 – 2007.
Brama została odnowiona w 2008 roku przez Wydział Renowacji Departamentu Prac.
Dziś Brama Miejska jest jedną z głównych atrakcji turystycznych Mdiny. Jest wpisana na listę narodowych pomników klasy I, jest również notowana w National Inventory of the Cultural Property of the Maltese Islands.

## Architektura

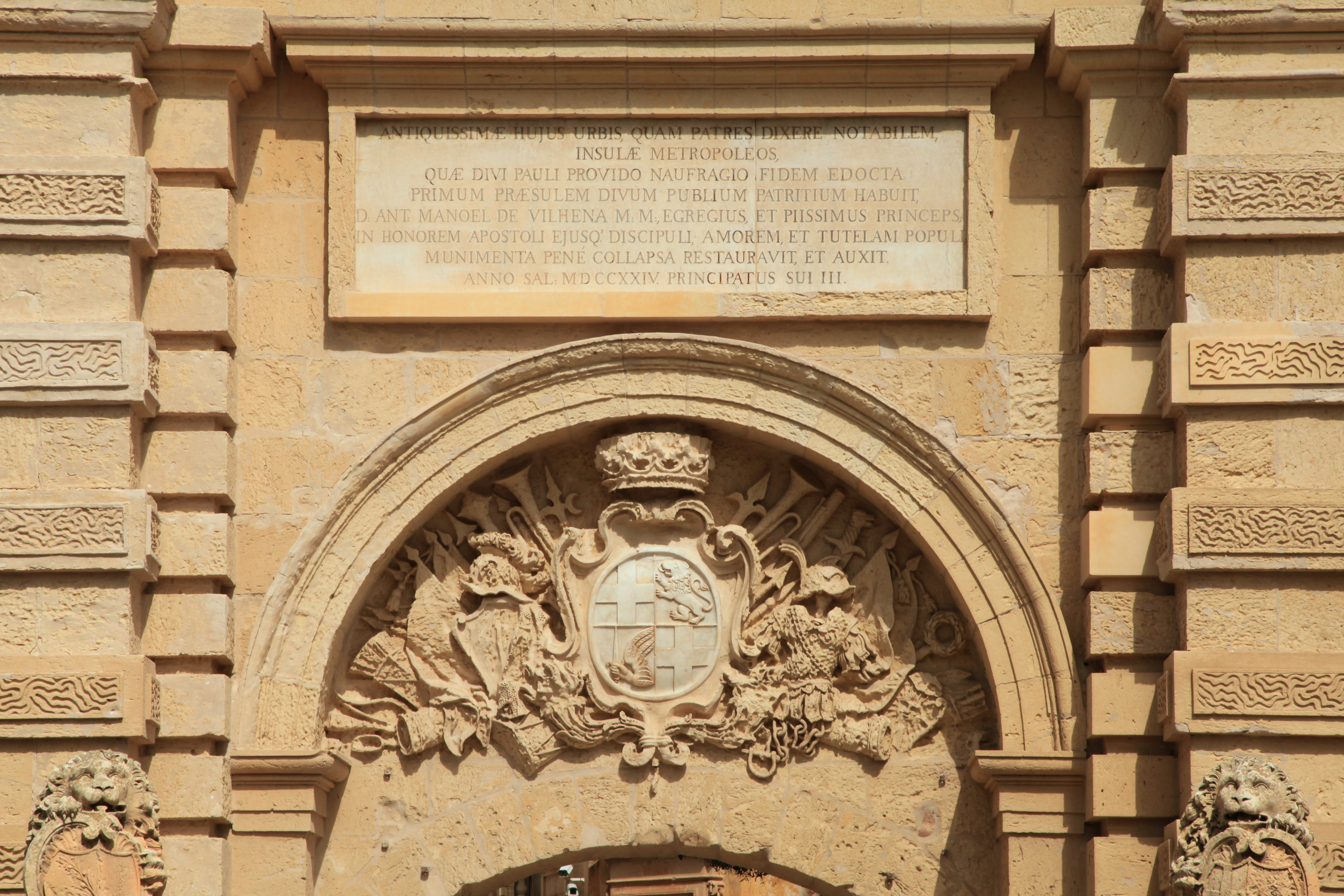
Łacińska inskrypcja i herb Wielkiego Mistrza de Vilheny

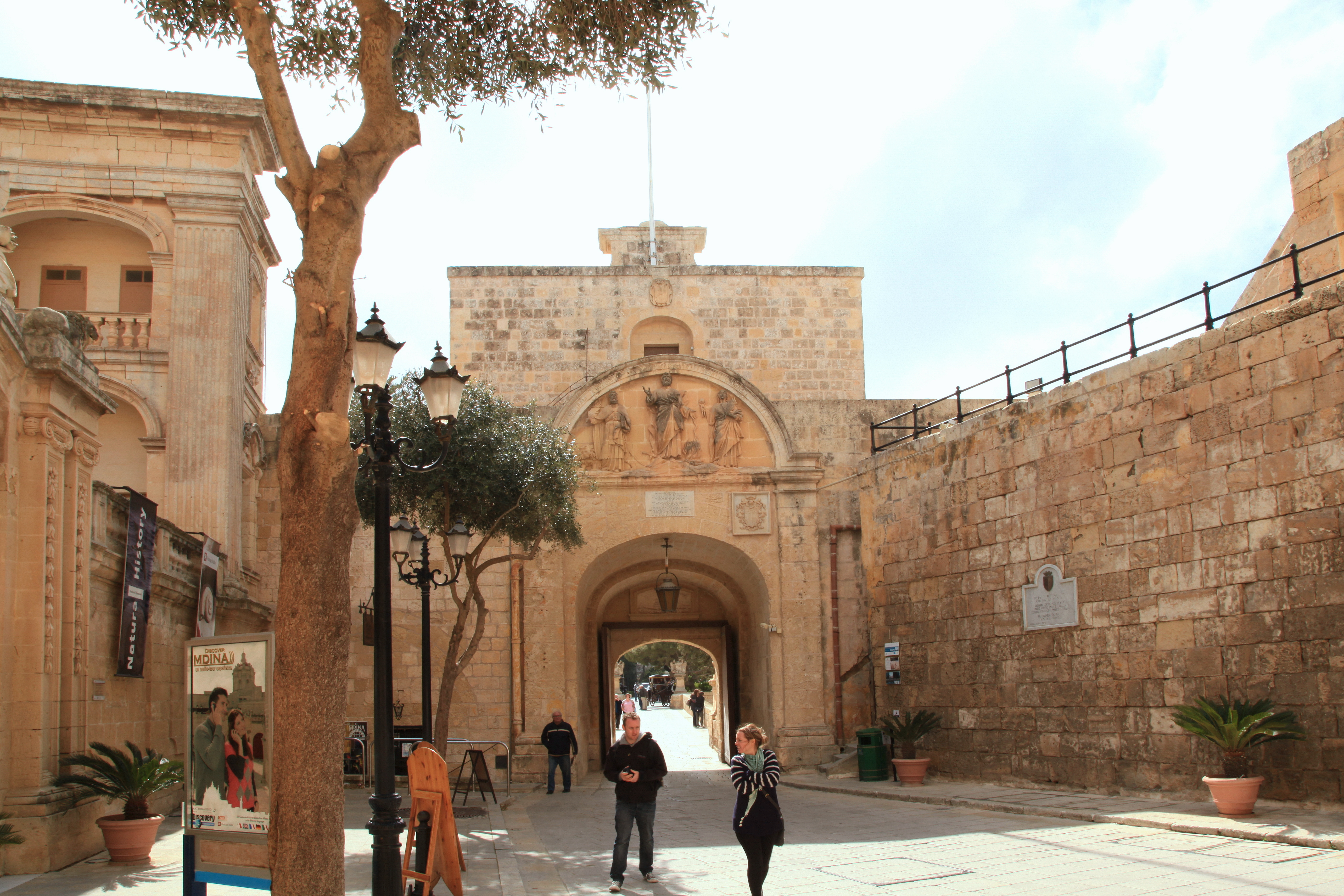
Tylna strona bramy

Мdina Gate posiada barokowy portal i nadbudówkę, służącą jako wartownia. Portal zdobią podwójne pilastry, herby Wielkiego Mistrza Antonio Мanoela de Vilheny i miasta Mdiny, ozdobny ornament oraz łaciński napis:

ANTIQUISSIMÆ HUJUS URBIS, QUAM PATRES DIXERE NOTABILEM,

INSULÆ METROPOLEOS,

QUÆ DIVI PAULI PROVIDO NAUFRAGIO FIDEM EDOCTA

PRIMUM PRÆSULEM DIVUM PUBLIUM PATRITIUM HABUIT,

D: ANT: MANOEL DE VILHENA M: M:, EGREGIUS, ET PIISSIMUS PRINCEPS;

IN HONOREM APOSTOLI EJUSQ.' DISCIPULI, AMOREM, ET TUTELAM POPULI;

MUNIMENTA PENÉ COLLAPSA RESTAURAVIT, ET AUXIT.

ANNO SAL: MDCCXXIV. PRINCIPATUS SUI III.

Tylna część bramy ozdobiona jest płaskorzeźbami św. Publiusza, św. Agaty i św. Pawła, którzy są świętymi patronami Malty.
Łukowy kamienny most, który zdobią dwa posągi lwów, trzymających herb Vilheny i miasta Rabat, prowadzi do bramy. Drewniany most zwodzony á la Vauban, łączył pierwotnie most kamienny z bramą.

## W popkulturze
Мdina Gate był planem w kilku filmach i serialach, np.: 
- Vendetta for the Saint (1969),
- Czarny orzeł (1988),
- Gry o tron grała King's Landing Gate w trzecim odcinku pierwszego sezonu [9].

## Galeria

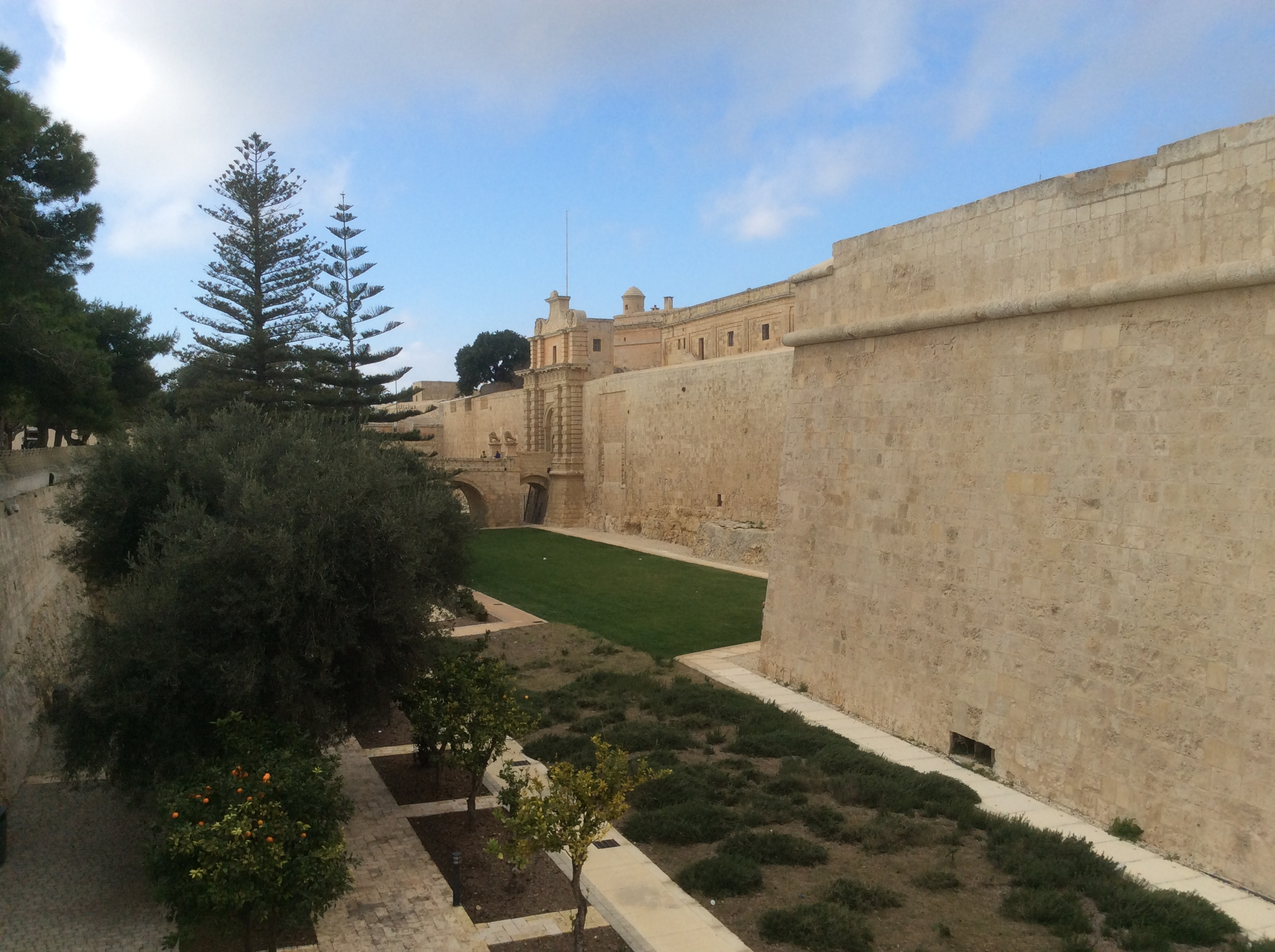
Widok fosy Mdiny, z Bastionem D'Homedesa po prawej i Bramą Miejską w centrum
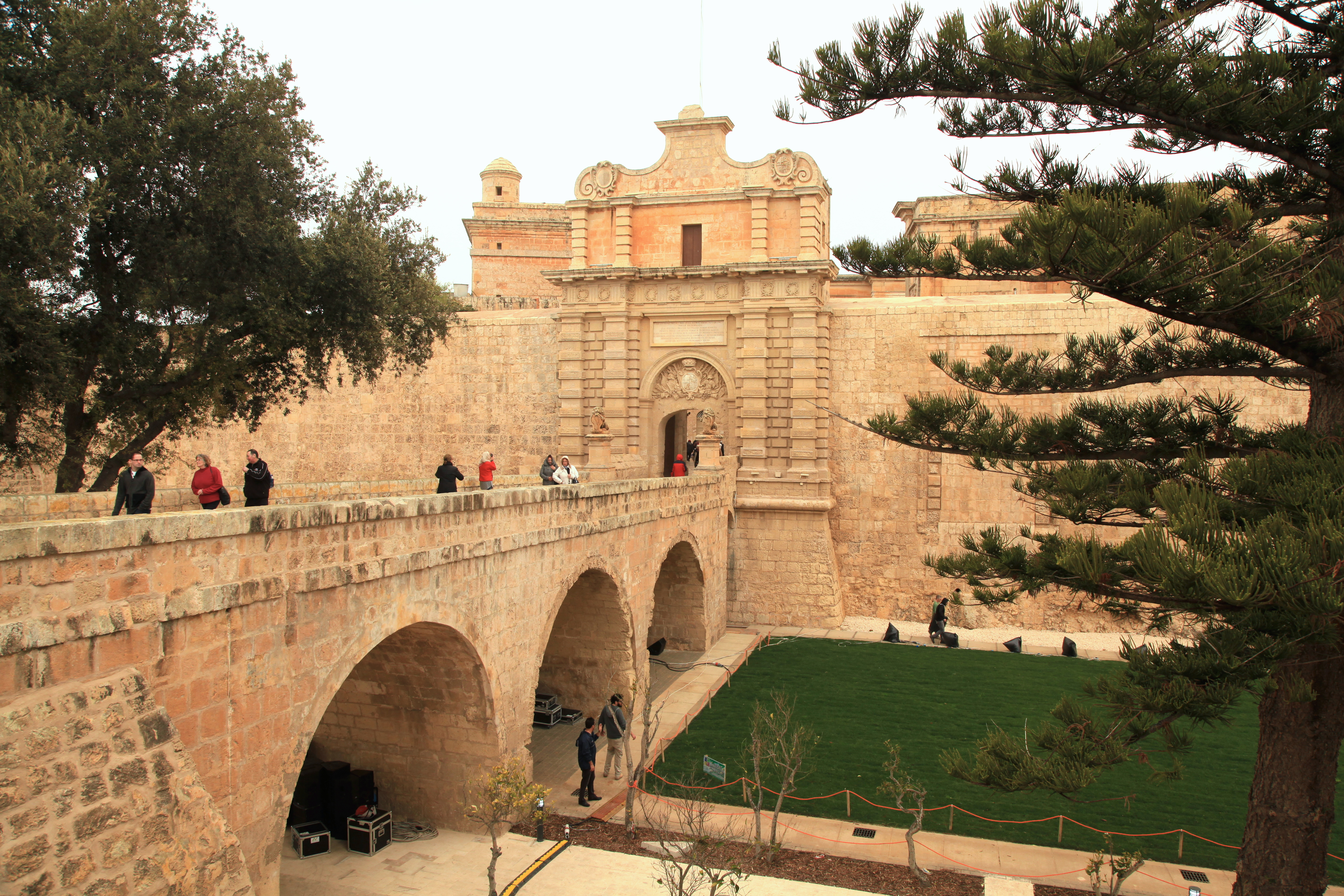
Most wiodący do bramy
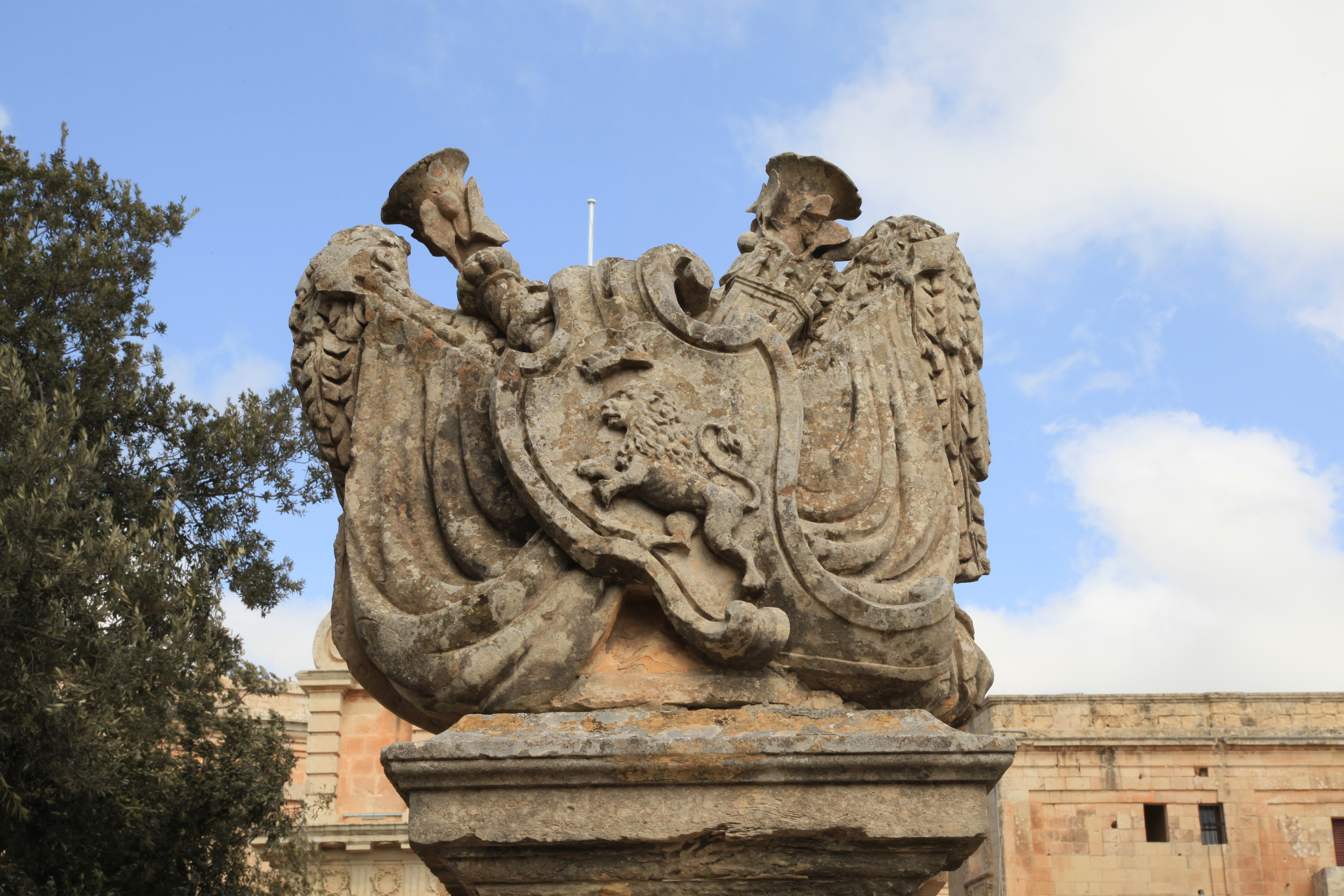
Rzeźba lwa na moście wiodącym do bramy
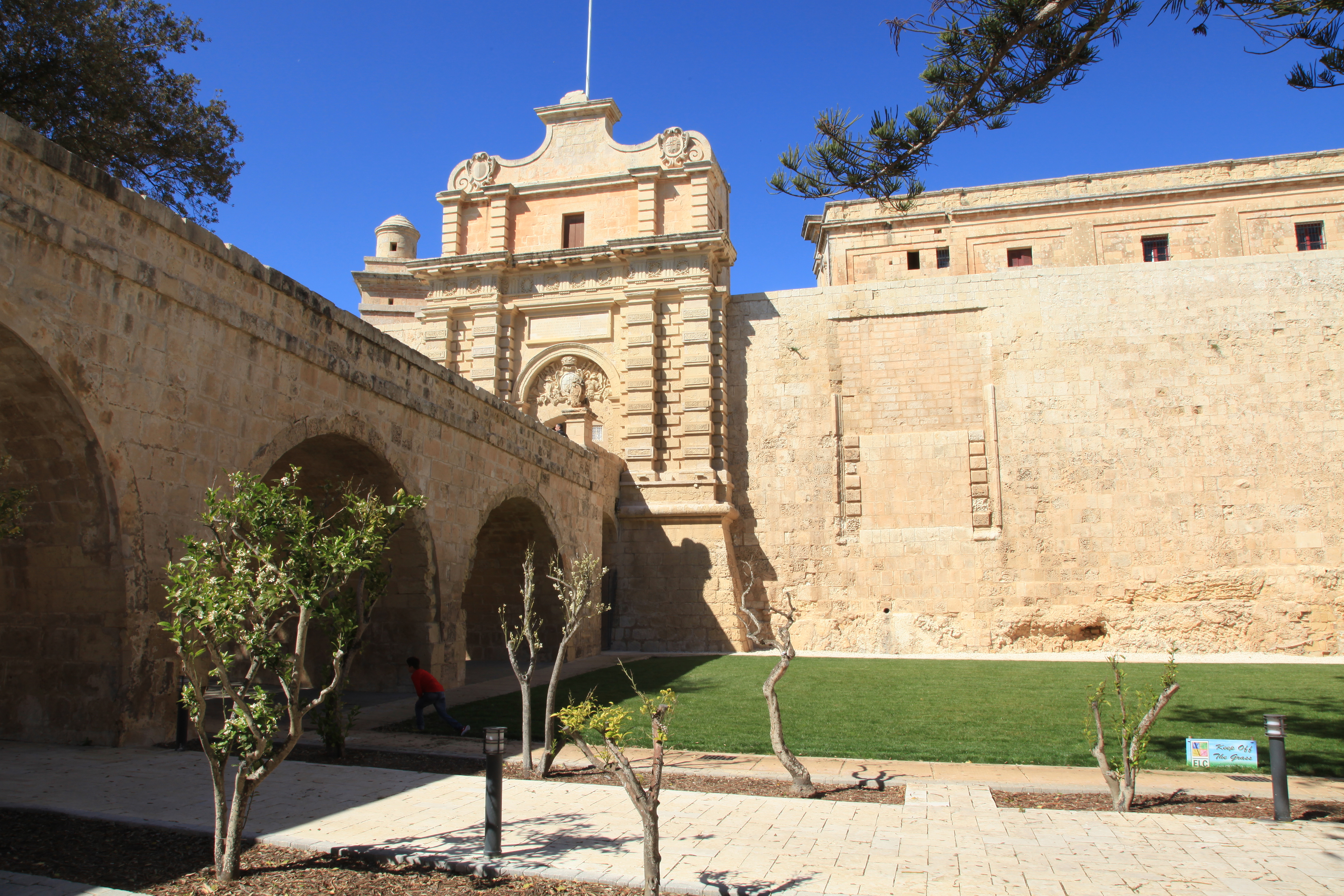
Widok bramy z fosy, z zamurowaną pierwotną bramą po prawej
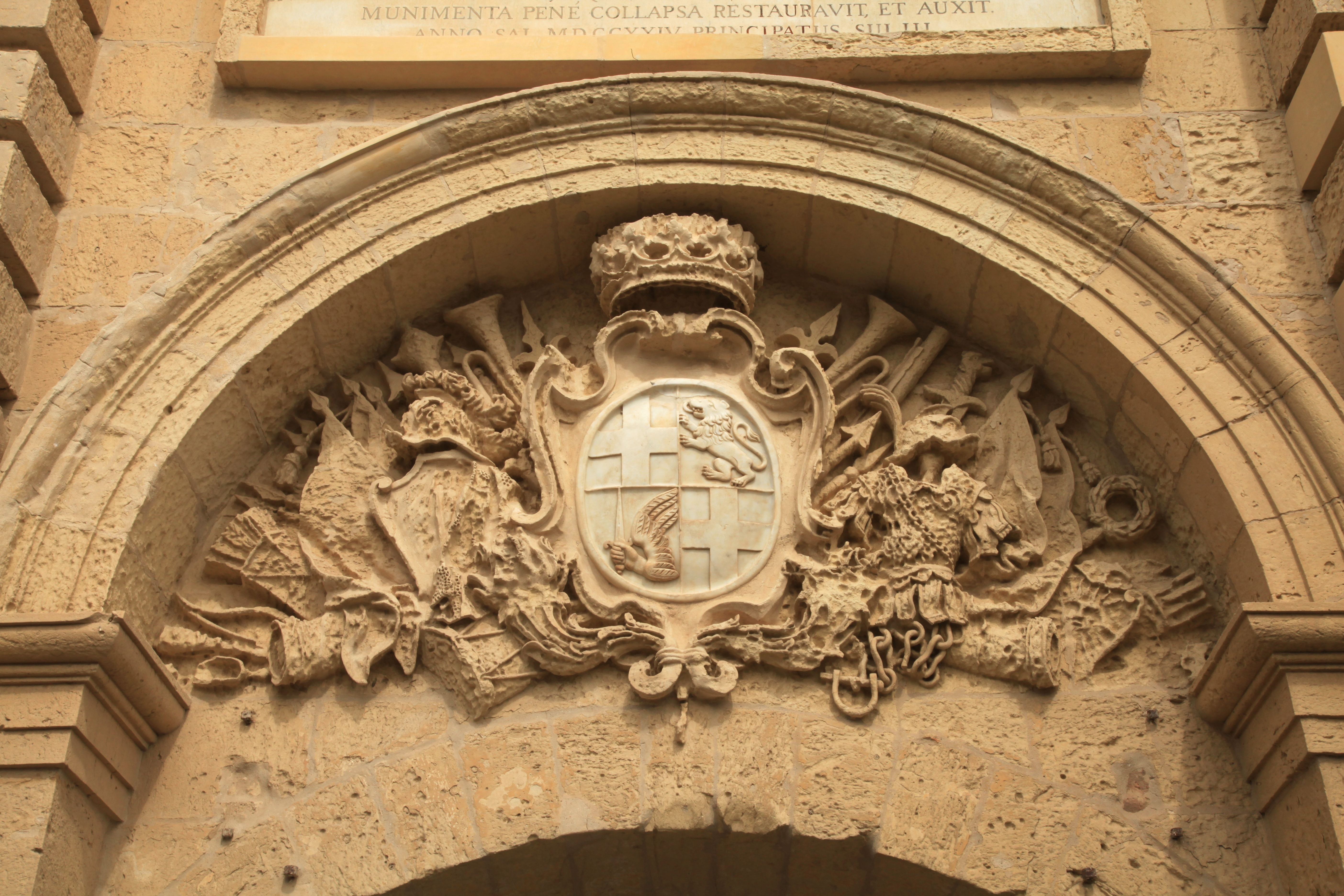
Herb Vilheny
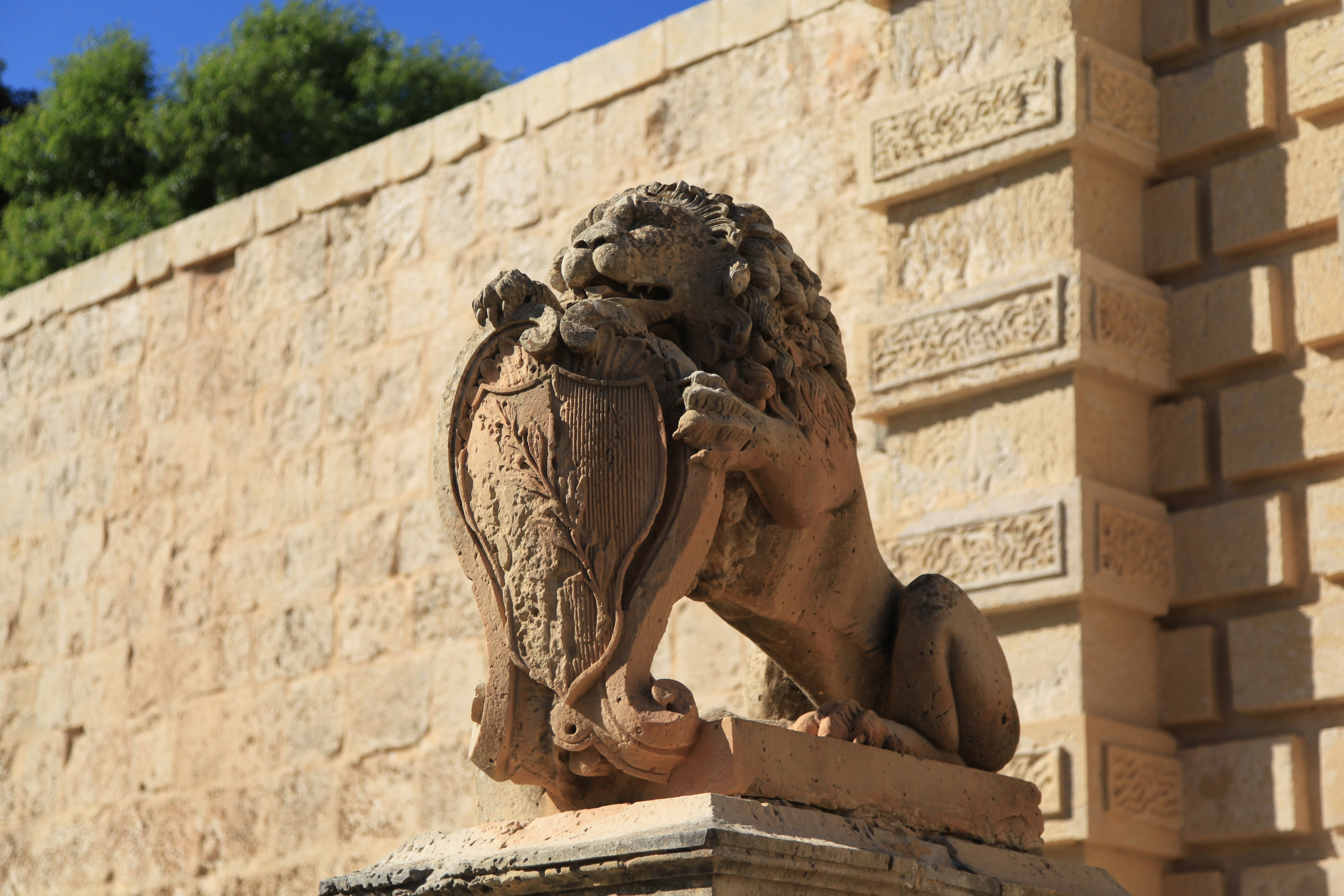
Lew po lewej stronie mostu
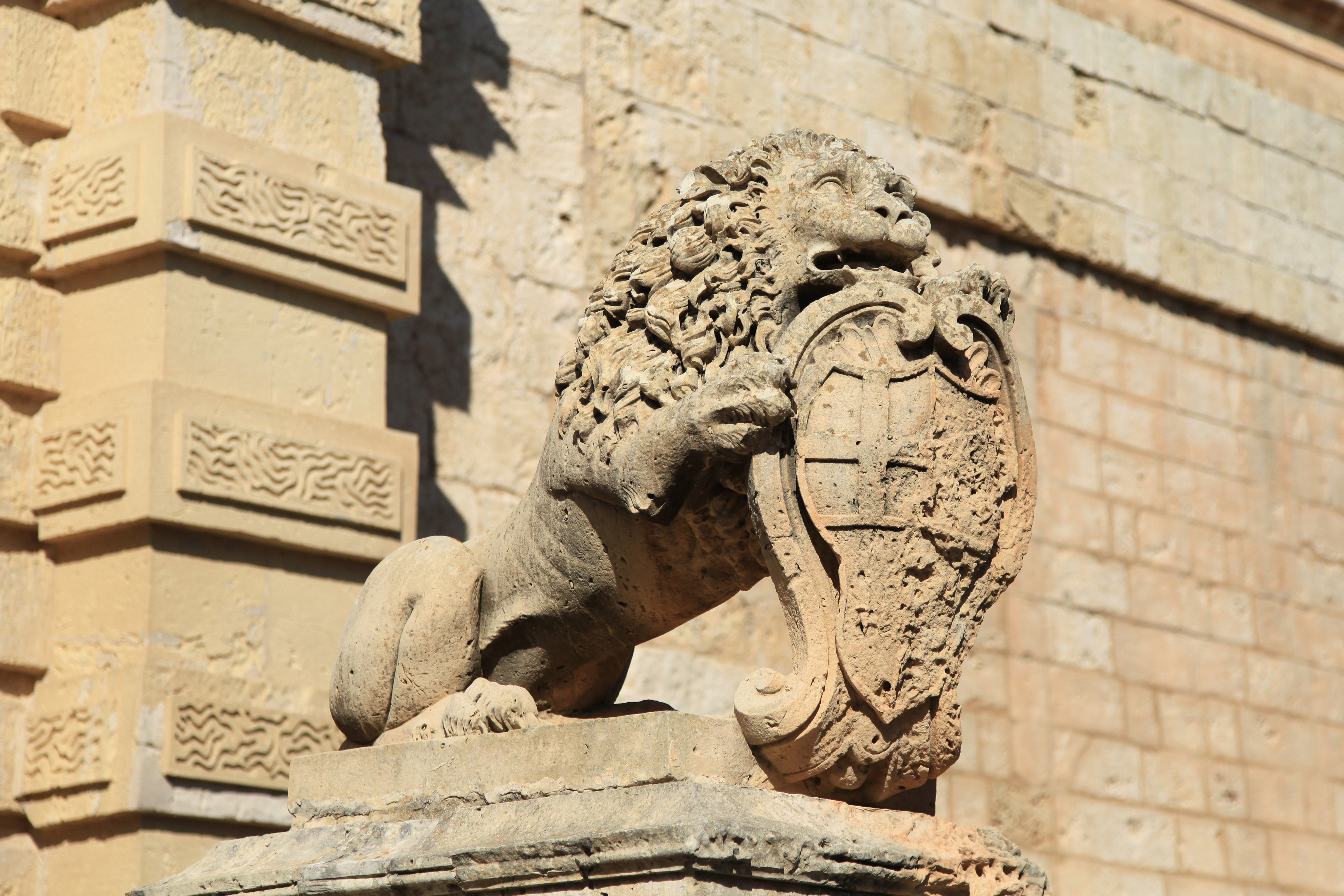
Lew po prawej stronie mostu
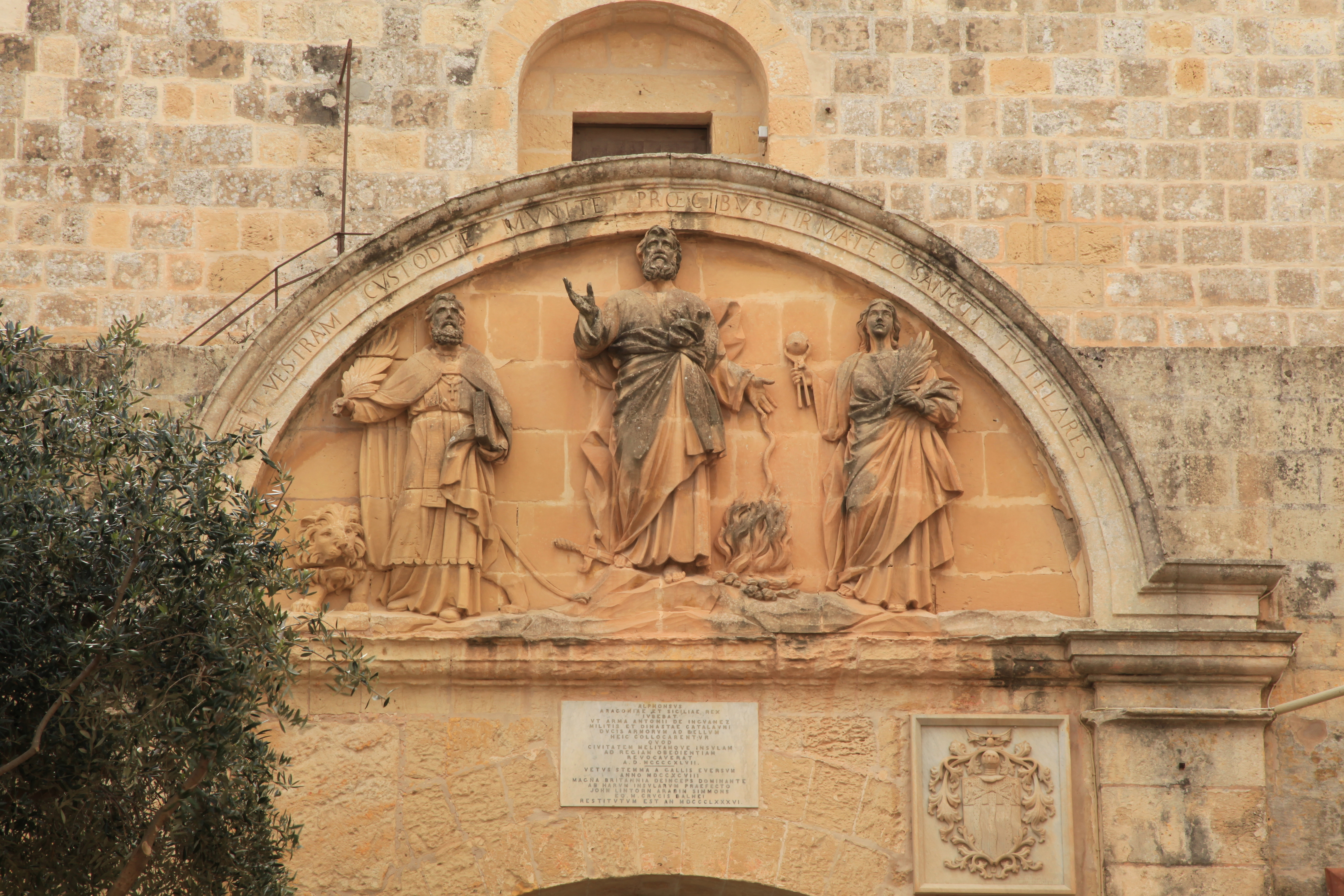
Religijne płaskorzeźby na tylnej stronie bramy
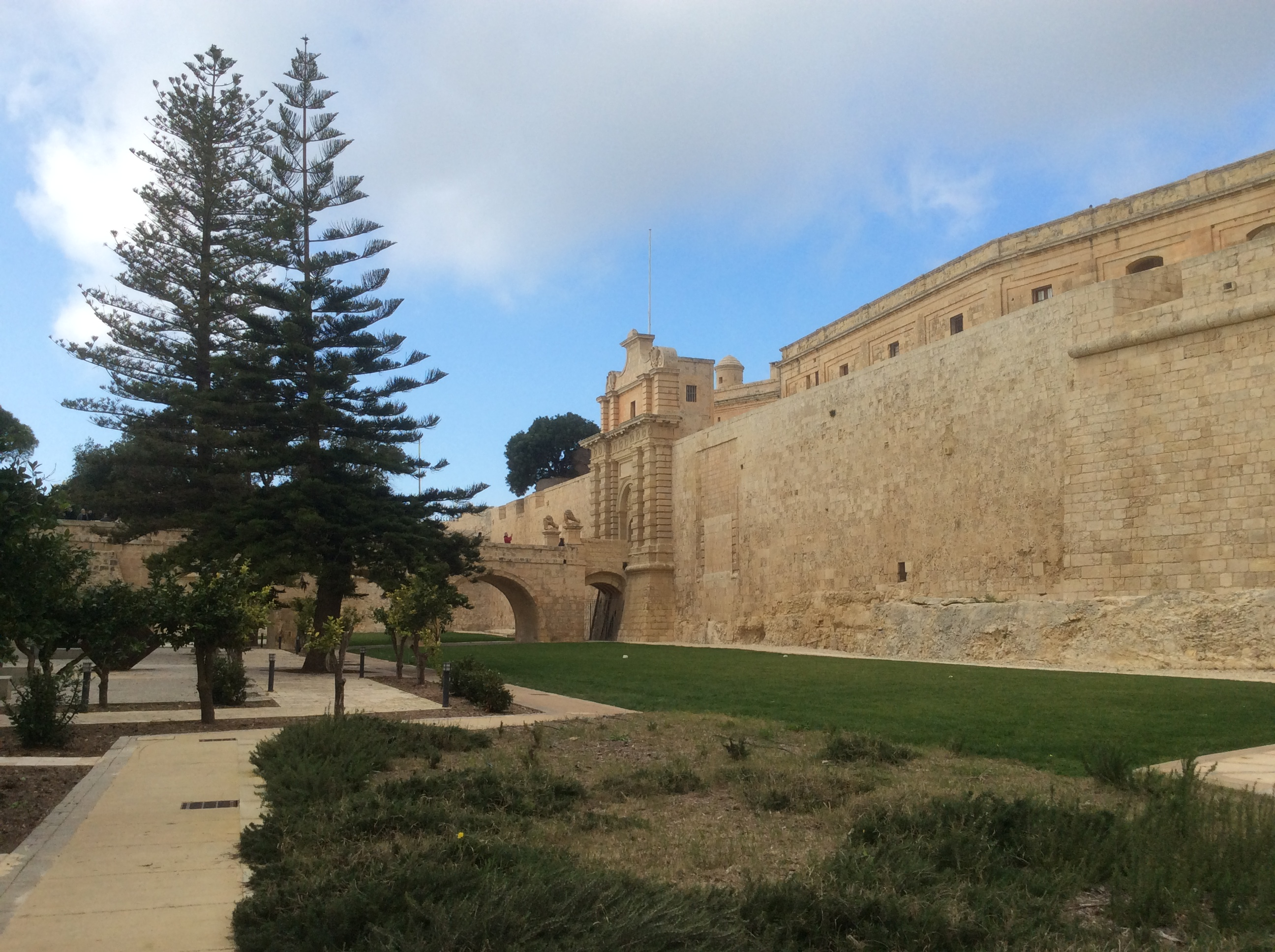
Widok Mdina Gate z Il-Foss tal-Imdina